# Шабаев, Наиль Хайдарович
Наиль Хайдарович Шабаев (25 июня 1982) — российский футболист, выступавший на позиции левого полузащитника и защитника. Сыграл более 70 матчей в высшей лиге Казахстана.

## Биография
Воспитанник самарского футбола. С 17-летнего возраста выступал за дубль «Крыльев Советов» в любительских соревнованиях, втором дивизионе и чемпионате дублёров, также играл за третий состав команды. В 2002—2003 годах находился в аренде в димитровградской «Ладе» и новосибирском «Чкаловце-Олимпике».
В 2005 году присоединился к казахстанскому «Экибастузцу». Дебютный матч в чемпионате Казахстана сыграл 3 апреля 2005 года против «Булата» из Темиртау. Первый гол забил 21 мая 2005 года в ворота клуба «Есиль-Богатырь». За три сезона принял участие в 59 матчах высшей лиги и забил два гола. В 2008 году перешёл в другой клуб высшей лиги — «Атырау», в его составе сыграл 12 матчей.
В возрасте 26 лет завершил игровую карьеру. В дальнейшем работает детским тренером в центре подготовки футболистов «Крыльев Советов». В 2014 году стал победителем межрегионального турнира «Приволжье» с командой 2001 года рождения. По состоянию на 2017 год тренирует команду 2003 года рождения.

## Личная жизнь
Окончил Самарский государственный педагогический университет, факультет физической культуры.
Младший брат, Ильдар (род. 1985) — тоже профессиональный футболист.